# Тим Бат
«Тим Бат» (англ. Team Bath) — бывший английский футбольный клуб Батовского университета из города Бат, Сомерсет. Образован в 1999 году. Расформирован в 2009 году. Домашние матчи проводил на стадионе «Твертон Парк». В последний сезон выступал в Южной Конференции, шестом по значимости футбольном турнире Англии.